# Randall (race bovine)
Pour les articles homonymes, voir Randall.
La randall est une race bovine originaire des États-Unis d'Amérique.

## Origine
Elle provient de la race autochtone de Nouvelle-Angleterre, conservée pure par la seule famille Randall dans leur ferme du Vermont depuis le début du XXe siècle. Le décès d'Everett Randall en 1985 mit en péril l'avenir de cette race. Il fut un temps décidé de l'inclure dans la race lineback, mais quelques personnes voulurent la sauver. De 20 individus, Cynthia Creech réussit à faire croitre son troupeau jusqu'à 200 animaux dans son ranch du Tennessee. 
En 2001, l'ouverture du livre généalogique doit assurer la sauvegarde de la race et la gestion de sa consanguinité. Une étude génétique a révélé que cette race présente les gènes de la race autochtone créée au XVIIIe siècle à partir d'origines britannique, des néerlandaise et même scandinaves.

## Morphologie
Elle porte une robe pie noire, plus rarement rouge, avec la ligne dorsale et le ventre blanc. Les taches peuvent être unies sombres et couvrir tout le flanc ou être un mouchetage noir, bleu ou rouge avec parfois nette prédominance de blanc. Les muqueuses sont noires. 
Il s'agit d'une race de grande taille et d'allure fine. (morphologie de laitière)

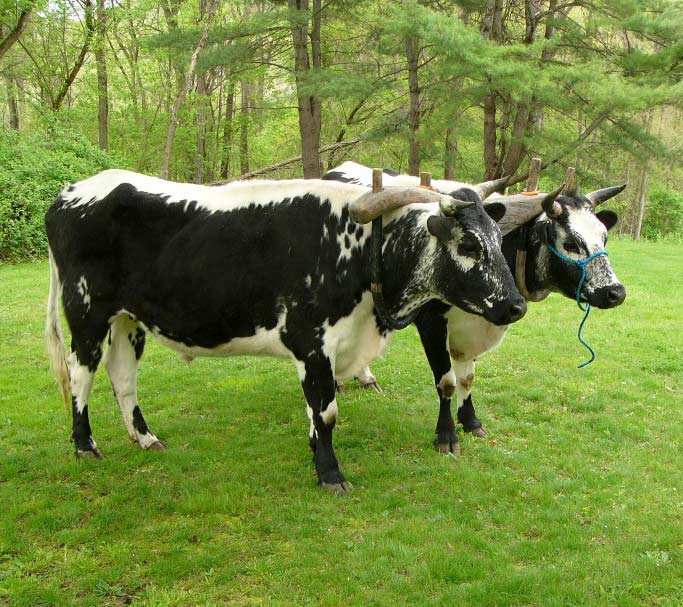
Une paire de bœufs Randall

## Aptitudes
C'est une race laitière destinée à la production extensive. Élevée en petit troupeau pour la vente en direct, elle donne un lait riche.

## Annexes

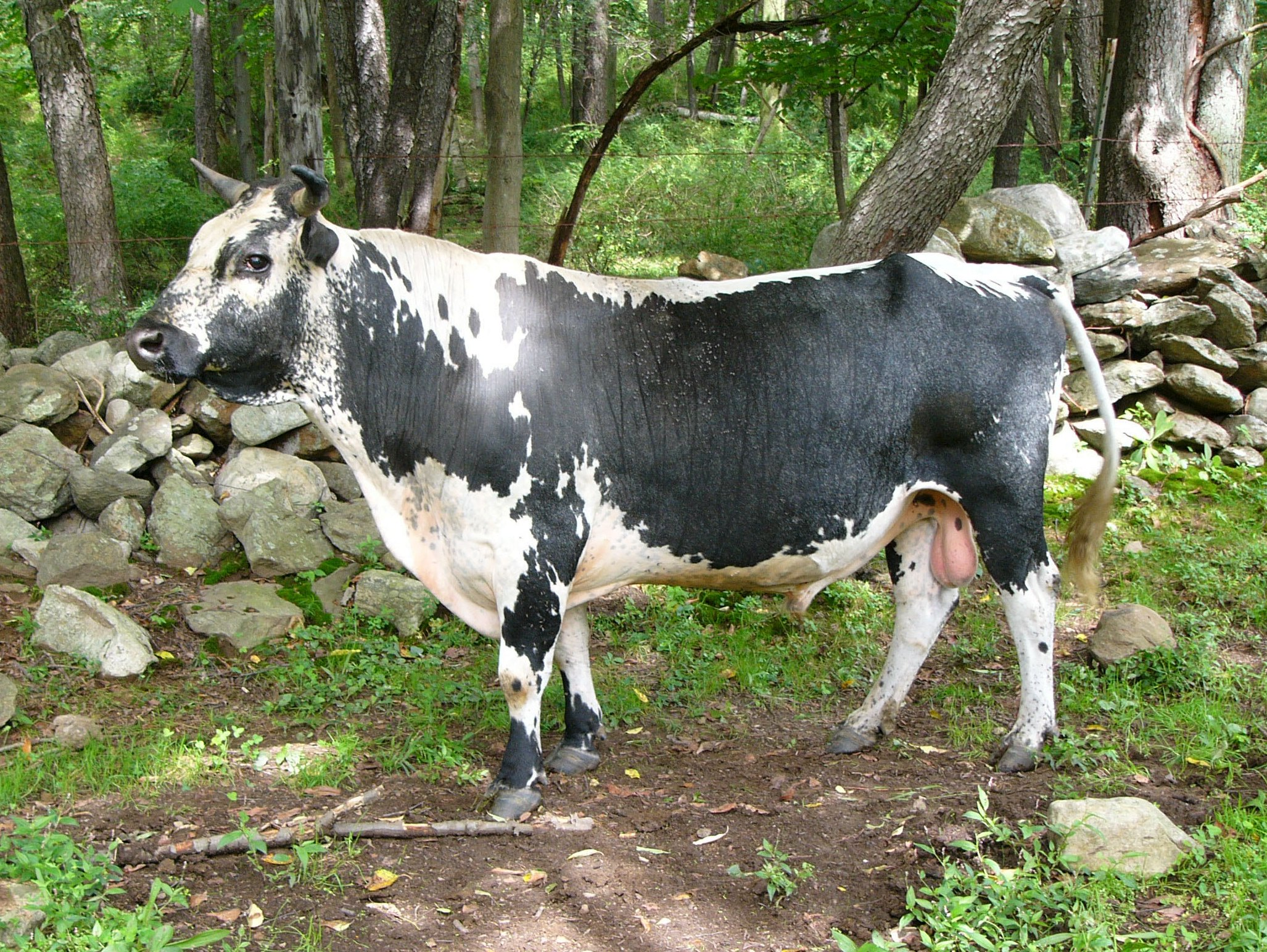
Taureau randall.